# T. O'Conor Sloane
Pour les articles homonymes, voir Sloane.
T. O'Conor Sloane, né le 21 novembre 1851 et mort le 7 août 1940, est un éditeur de science-fiction et un scientifique américain. De 1929 à 1938, il dirige le magazine Amazing Stories.

## Biographie
Spécialiste en électricité, T. O'Conor Sloane a obtenu un E.M, un A.M. et un Ph.D. Avant d'entrer dans le monde de l'édition, il compose plusieurs ouvrages de physique pour le grand public. Il épouse la fille de Thomas Edison.
Impliqué dans Amazing Stories depuis le début, il est le directeur de la rédaction de Hugo Gernsback. Son rôle dans la production du magazine s'accrut, et en 1929 il est nommé éditeur.
Peu après, il écrivit dans un éditorial qu'il pensait que l'homme ne parviendrait jamais à la navigation spatiale. Néanmoins, il publia les récits de visionnaires comme Jack Williamson, John W. Campbell, Clifford D. Simak et Edward Elmer Smith.
En 1938, alors que le monde de la science-fiction se diversifiait, Ziff Davis déplace l'édition vers Chicago et nomme Raymond Palmer pour le remplacer. Il meurt en 1940.

## Ouvrages publiés
- The Standard Electrical Dictionary, 1892
- How to become a Successful Electrician
- Arithmethic of Electricity
- Electricity Simplified
- Electric Toy Making